# Шеломенская
Шеломенская — деревня в Устьянском районе Архангельской области.

## География
Находится в южной части Архангельской области на расстоянии приблизительно 10 км на восток по прямой от административного центра района поселка Октябрьский на левобережье реки Устья.

## История
В 1859 году здесь (деревня Вельского уезда Вологодской губернии) было учтено 23 двора. До 2022 года входила в Шангальское сельское поселение до его упразднения.

## Население
Численность населения: 206 человек (1859 год), 36 (русские 92 %) в 2002 году, 16 в 2010.